# Epistrophe griseocinctus
Epistrophe griseocinctus är en tvåvingeart som först beskrevs av Enrico Adelelmo Brunetti 1923.  Epistrophe griseocinctus ingår i släktet brynblomflugor, och familjen blomflugor. Inga underarter finns listade i Catalogue of Life.